# قادم من الجنون
قادم من الجنون (بالإنجليزية: Coming from Insanity)‏، هُو فيلم جريمة نيجيري صدر سنة 2019، وهُو من كتابة وإخراج أكينيمي سيباستيان أكينروبو. الفيلم من بطولة كُل من Gabriel Afolayan و‌داميلولا أديغبيتي و‌داكور إغبيسون أكاندي و‌Wale Ojo و‌Bolanle Ninalowo.
صدر الفيلم لأول مرة في 14 يونيو 2019، وعُرض على نتفليكس في 18 سبتمبر 2020.

## روابط خارجية
- قادم من الجنون على موقع IMDb (الإنجليزية)
- قادم من الجنون على موقع روتن توميتوز (الإنجليزية)
- قادم من الجنون على موقع نتفليكس (الإنجليزية)
- قادم من الجنون على موقع قاعدة بيانات الفيلم (الإنجليزية)
- قادم من الجنون على موقع ليتربوكسد (الإنجليزية)
- قادم من الجنون على موقع كينوبويسك (الروسية)